# Det Sundhedsvidenskabelige Bibliotek
Det Sundhedsvidenskabelige Bibliotek blev oprettet i 2000 og har til huse i Victor Albeck Bygningen ved Aarhus Universitet. Biblioteket drives i et samarbejde mellem Statsbiblioteket og Det Sundhedsvidenskabelige Fakultet, Aarhus Universitet og dækker områderne lægevidenskab, odontologi og sygepleje.